# شادي عثمان
شادي عثمان فنان و ممثل عالمي ولد في مدينة دير الزور في 20 سبتمبر عام 1981
هاجر من سورية في سن ال- 18 متجها إلى أوروبا واقام في دول عديدة منها سويسرا و النمسا و النرويج و إسبانيا و أوكرانيا التي يقيم فيها حالياً
أنهى دراسة فن التمثيل السينمائي والمسرحي في كييف عاصمة أوكرانيا
وهو ممثل مسرحي وسينمائي وتلفزيوني شارك بالعديد من الأعمال الناجحة في المسرح وفي التلفزيون وفي السينما الأوكرانية والسينما الأوروبية والعالمية.

## من أعماله

### المسرح
- مسرحية ألف ليلة و ليلة
- مسرحية علي بابا و الأربعين حرامي
- مسرحية المفتش العام أحد أعمال الكاتب الروسي نيقولاي غوغول
- مسرحية روميو وجولييت
- مسرحية في فور فنديتا

### التلفزيون
- عام 1943
- العميل
- معركة السحرة
- الاستخبارات السوفييتية ضد المنشقين
- أساطير مدينة كييف
- الزومبي
- المدموزيل المضحكة كوميديا
- مدن أوكرانيا كوميديا

### السينما الأوروبية والعالمية
- Z-JOKE
- البطل إيفان Иван Сила [الروسية]
- ليوناردو دافنشي
- معركة بورودينو
- صاحبة العيون الخارقة
- مدمنة الكحول
- Толока [الأوكرانية]
- الحمامة البيضاء قرطبة [الروسية]

و قد اشتهر شادي عثمان بأدائه الكوميدي الساخر في المسرح و التلفزيون هذا وقد قدم كذلك العديد من الشخصيات التاريخية والدرامية و غيرها
يجيد العديد من اللغات منها الإنكليزية والألمانية و الروسية وبعض الإسبانية وطبعاً لغته الأم العربية.

## وصلات خارجية
- شادي عثمان على موقع IMDb (الإنجليزية)
- شادي عثمان على موقع كينوبويسك (الروسية)